# Kent (țigări)

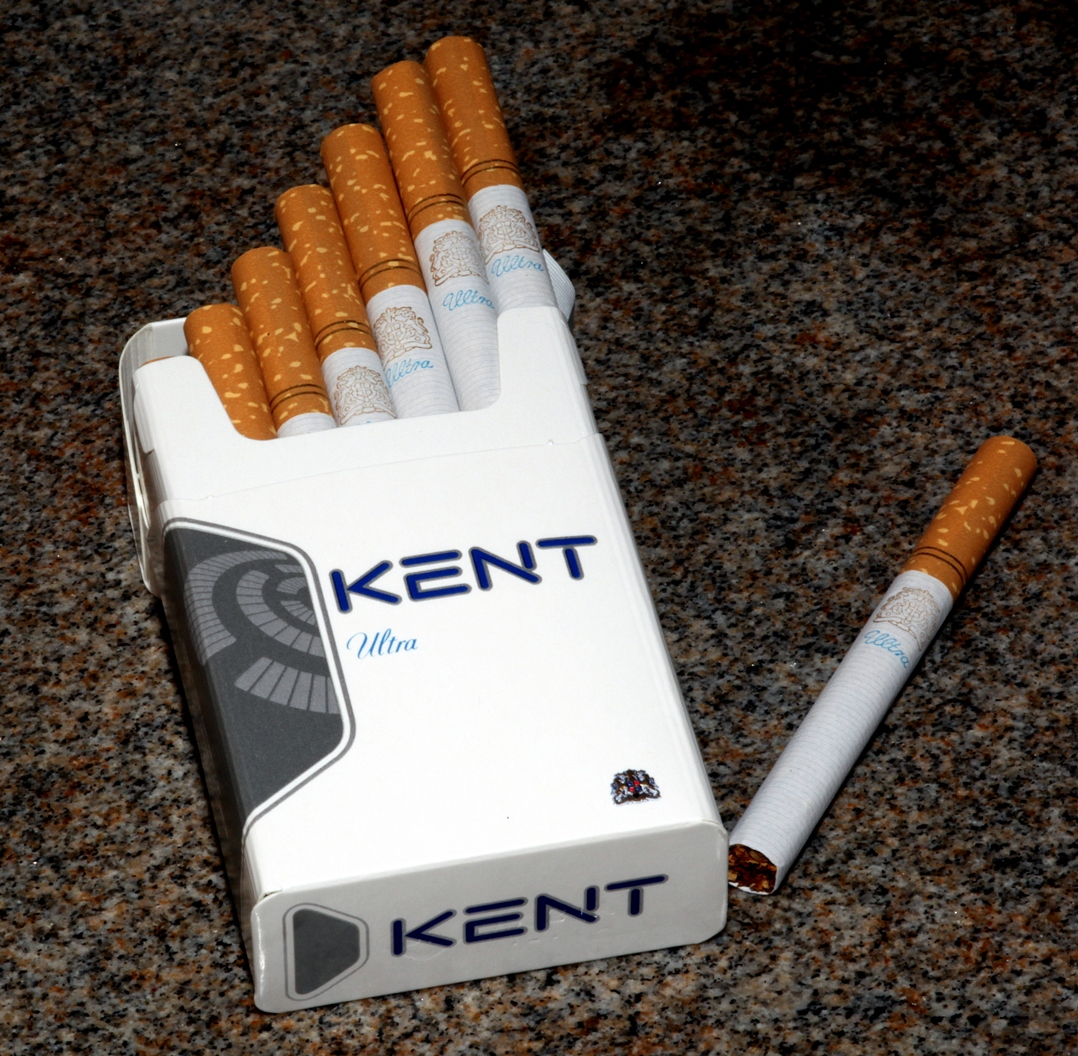

Kent este o marcă de țigări introdusă de compania americană British American Tobacco în anul 1952. Ea a primit numele unui membru al conducerii Lorillard Tobacco Company. A fost una dintre primele mărci de țigări care au adăugat filtrul. 
În România comunistă a anilor 1970 și a anilor 1980 țigările Kent erau folosite ca mijloc de mituire, motiv pentru care ele au devenit un simbol de statut privilegiat. Fumarea țigărilor respective nu era la îndemâna oricui.